# Asajirus arcticus
Asajirus arcticus is een zakpijpensoort uit de familie van de Molgulidae. De wetenschappelijke naam van de soort is, als Oligotrema arcticus, voor het eerst geldig gepubliceerd in 1923 door Hartmeyer.